# Silver Jubilee
Silver Jubilee (с англ. — «Серебряный юбилей») — поезд-экспресс London & North Eastern Railway (LNER), осуществлявший перевозки пассажиров из Лондона в Ньюкасл с 1935 по 1939 годы.

## История
Поезд впервые вышел на маршрут 30 сентября 1935 года. Он отправлялся с лондонского вокзала Кингс-Кросс и через четыре часа прибывал на вокзал Ньюкасла. Средняя скорость на маршруте составляла 108 км/ч (67 миль в час). Высокая средняя скорость скорость обеспечивалась благодаря быстрому преодолению подъёмов.
В демонстрационной поездке, состоявшейся 27 сентября 1935 года, поезд развил максимальную скорость в 181 км/ч (112,5 миль в час).
Поезд был скомплектован в год 25-летия (серебряного юбилея) правления короля Георга V. Вагоны были выкрашены серебряной краской. В состав входили две пары сдвоенных вагонов на тележках Якобсона и строенный вагон — суммарно семь вагонов.
Поезд установил новый стандарт скорости железнодорожного сообщения в Великобритании. Он выходил на маршрут до начала в 1939 году Второй мировой войны.

## Техническое описание
В качестве локомотива поезд тянули паровозы LNER Class A4.
Общая длина поезда с локомотивом составляла 141 м. Общий вес — 391 т.

## Возрождение
Название было вновь использовано в 1977 году, в честь 25-летия правления Елизаветы II. Под этим названием на маршрут ежедневно выходил поезд от вокзала Кингс-Кросс до вокзала Эдинбург-Уэверли.